# Wattmechanisme

Wattmechanisme: Punt P beweegt gedurende een deel van zijn beweging bijna geheel verticaal.

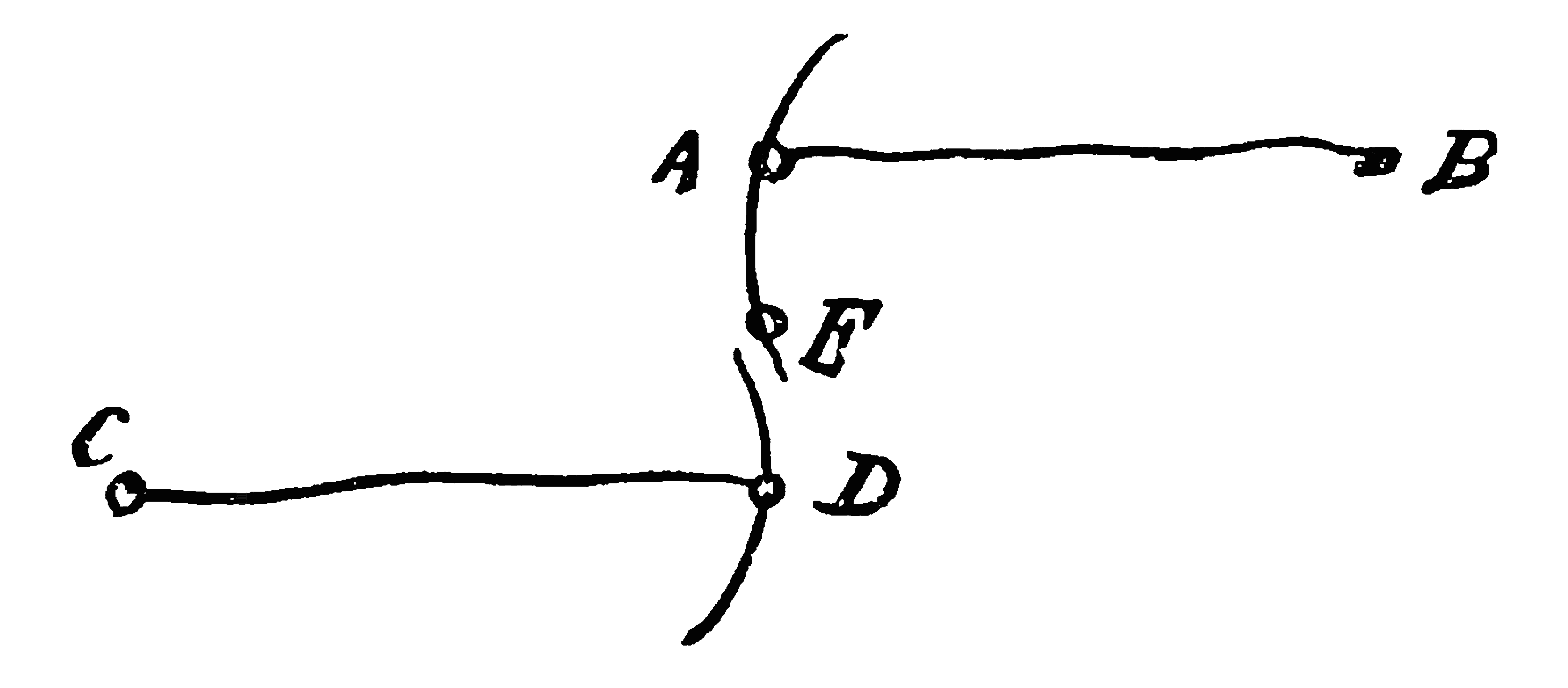
Handgetekende afbeelding van James Watt (1808) in een brief aan zijn zoon, waarin hij beschrijft hoe hij tot het ontwerp kwam.

Wattmechanisme is een Vierstangenmechanisme uitgevonden door James Watt waarbij het centrale knooppunt in een bijna geheel rechte lijn kan bewegen. Het werd beschreven in Watts octrooi van 1784 voor de Watt-stoommachine .
Het mechanisme wordt onder andere gebruikt in wielophangingen van auto's, met name om een starre achteras steviger te lokaliseren zodat hij wel vrij op en neer kan veren, maar niet ten opzichte van het autochassis naar links of rechts kan bewegen.

## Beschrijving
Een Wattmechanisme bestaat uit twee, via draaipunten aan het gestel verbonden stangen van gelijke lengte, die elk aan hun uiteinde weer met een draaipunt verbonden zijn met een middenstang die korter is dan de andere stangen.
Het gestel is de denkbeeldige vierde stang die het vierstangenmechanisme compleet maakt.

## Geschiedenis

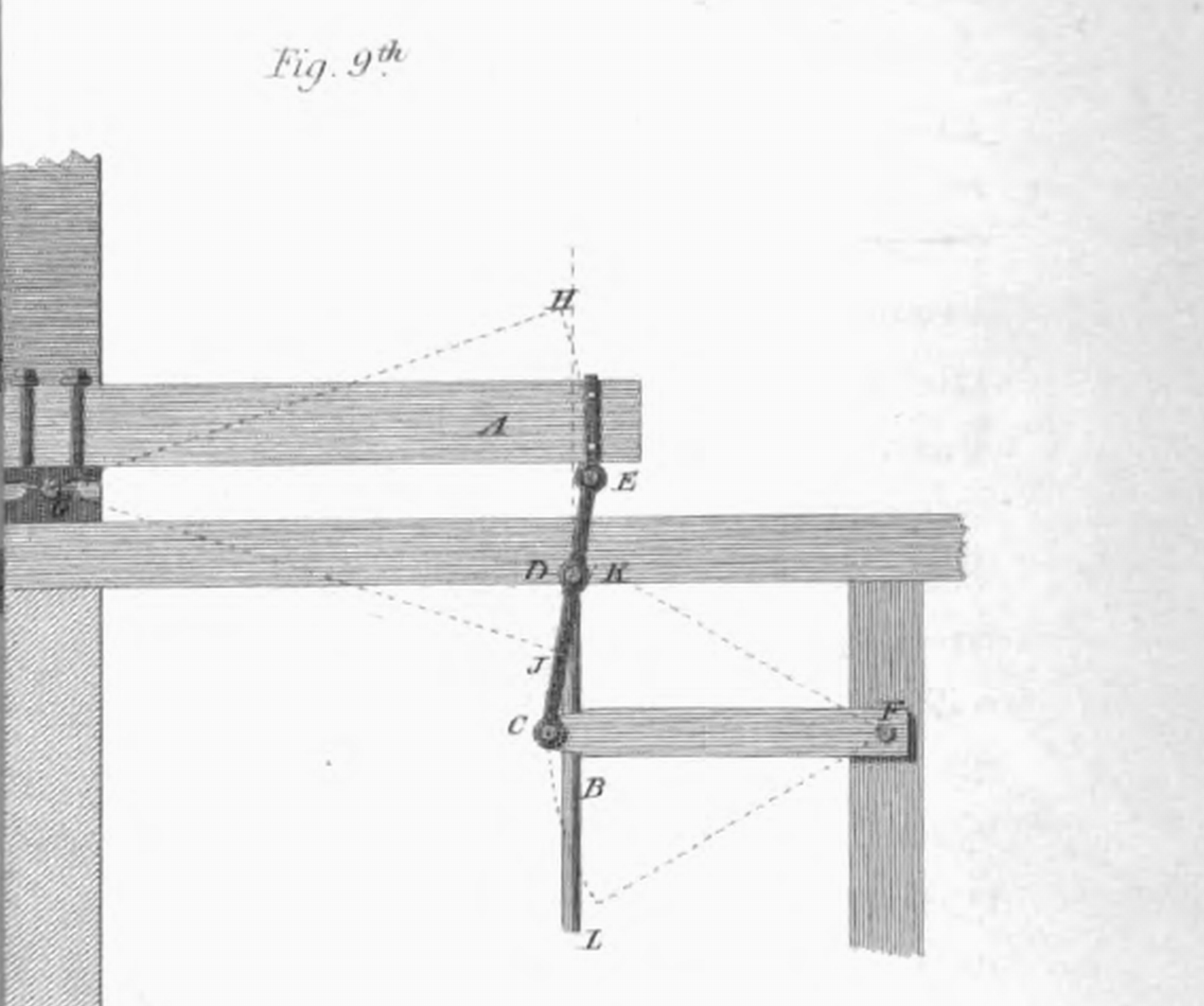
Figuur 9 van de octrooiaanvraag van James Watt (linksbovenste gedeelte) die de rechte lijn-beweging illustreert

Hoe Watt op het idee van het mechanisme is gekomen, is vastgelegd in een brief die Watt in juni 1784 aan Matthew Boulton schreef, hoewel in die brief een doorontwikkeling van zijn mechanisme werd beschreven die niet in zijn octrooi is opgenomen.
Gedurende de industriële revolutie werden mechanismen voor het omzetten van roterende naar lineaire bewegingen op grote schaal toegepast in industriële en mijnbouwmachines, locomotieven en meetapparatuur. Dergelijke apparaten moesten technisch eenvoudig zijn, maar ook nauwkeurig en in staat om lange tijd op hoge snelheid te kunnen blijven draaien. Voor veel toepassingen is een bij benadering lineaire beweging dan acceptabel. Misschien wel het bekendste voorbeeld is het vierstangenmechanisme van Watt, uitgevonden door de Schotse ingenieur James Watt in 1784. 

## Curve die het centrale knooppunt beschrijft
Dit mechanisme genereert geen echte rechte lijn-beweging en Watt beweerde dat ook niet. In plaats daarvan volgt het een curve van Watt, een lemniscaat- of achtvormige curve. Wanneer de lengtes van de vrije stangen en het gestel zodanig worden gekozen dat ze een gekruist vierkant vormen, volgt het het lemniscaat van Bernoulli
Hoewel er andere mechanismen zijn die wel een echte rechtlijnige beweging genereren, heeft het Wattmechanisme het voordeel dat het veel eenvoudiger is. Het is wat dat betreft vergelijkbaar met de Chebyshev-koppeling, een ander mechanisme dat bij benadering een lineaire beweging genereert; bij het Wattmechanisme staat de beweging echter loodrecht op de lijn tussen de twee eindpunten, terwijl bij de Chebyshev-koppeling de beweging evenwijdig is aan deze lijn.

## Toepassingen
Een voorbeeld van het Wattmechanisme is te vinden op de zuigerstang met hoge en gemiddelde druk van de Crossness-motoren uit 1865. In deze motoren gebruikt de lagedrukzuigerstang de meer conventionele parallelle bewegingskoppeling, maar de hoge- en middendrukstang sluiten niet aan op het uiteinde van de balk, dus is het niet nodig om ruimte te sparen.

Wattmechanisme in de wielophanging van een auto

Wattmechanisme in de wielophanging van een Ford Ranger EV- uit 1998

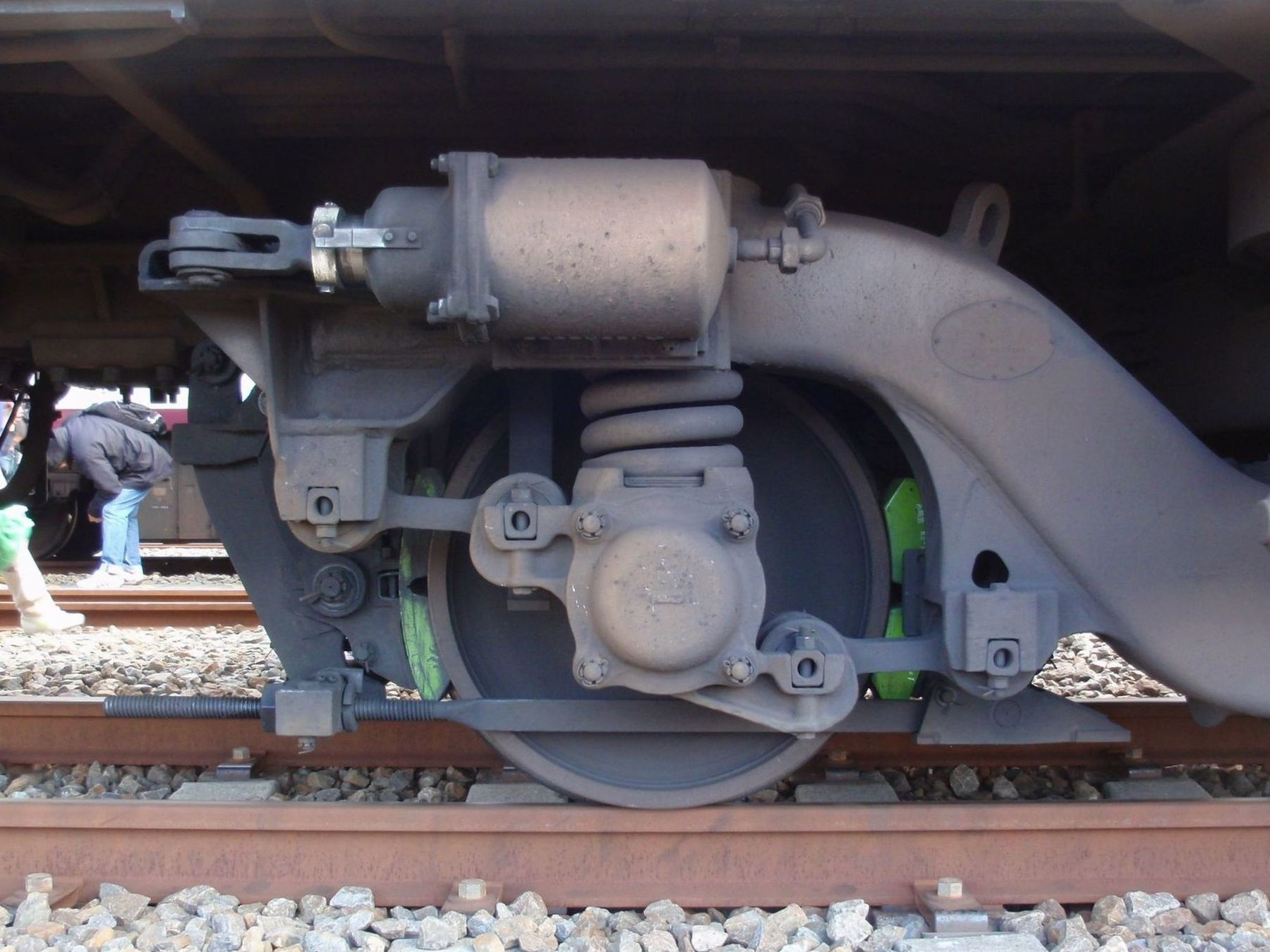
Wattmechanisme in de wielophanging van een trein

Het Wattmechanisme wordt ook gebruikt bij de achteras van sommige auto- ophangingen. Het is een verbetering van de Panhard-stang, die in het begin van de twintigste eeuw werd ontworpen. Beide methoden zijn bedoeld om zijwaartse bewegingen van de as ten opzichte van het chassis te voorkomen. Het Wattmechanisme benadert de verticale rechte lijn-beweging veel nauwkeuriger en houdt het midden van de as nauwkeuriger in de lengetehartlijn van het voertuig. Bij een Panhardstang beweegt de as altijd een beetje naar links of rechts als de as in- of uitveert. 
Het mechanisme bestaat uit twee horizontale staven van gelijke lengte die aan weerszijden van het chassis zijn gemonteerd. Deze twee staven zijn door een korte verticale staaf met elkaar verbonden. Het midden van deze korte verticale staaf - het punt dat wordt vastgehouden in een rechte lijnbeweging - is op het midden van de as gemonteerd. Alle draaipunten zijn vrij roteerbaar in het verticale vlak.
Het Wattmechanisme kan men zich voorstellen als twee Panhardstangen die tegenover elkaar zijn gemonteerd. In de opstelling van Watt compenseren de tegengesteld gekromde bewegingen van de Panhardstangen elkaar grotendeels in de korte verticale roterende staaf.
Het mechanisme kan worden omgekeerd, waarbij het midden P aan het gestel (het chassis) wordt bevestigd en L1 en L3 op de as. Dit vermindert de onafgeveerde massa en verandert de kinematica enigszins. Deze opstelling werd tot het einde van het seizoen 2012 gebruikt bij de Australische V8 Supercars.
Het Wattmechanisme kan ook worden gebruikt om asbewegingen in de lengterichting van de auto te voorkomen. Dan zijn er twee Wattmechanismen aan weerszijden van de as nodig, parallel aan de rijrichting gemonteerd.